# Benigno Aquino
Benigno Simeon Aquino, ps. Ninoy Aquino (ur. 27 listopada 1932 w Concepción, zm. 21 sierpnia 1983 w Manili) – filipiński polityk i działacz opozycji, mąż Corazon Aquino.
W młodości pracował jako dziennikarz. Relacjonował wydarzenia z Korei, Malezji i Wietnamu. Walczył w sposób pokojowy z reżimem Ferdinanda Marcosa. W 1968 roku został przywódcą Partii Liberalnej. W 1972 roku, po ogłoszeniu stanu wyjątkowego, został uwięziony. Na wolność wyszedł w 1980 roku. W wyniku problemów zdrowotnych, w latach 1980–1983 przebywał na emigracji w Bostonie. Gdy wrócił na Filipiny 21 sierpnia 1983 roku, tajne służby Marcosa zamordowały go na lotnisku w Manili. Aquino został postrzelony w głowę w chwili wysiadania z samolotu.
Jego śmierć zmobilizowała opozycję do utworzenia bloku politycznego Siła Ludu. Po obaleniu reżimu Marcosa, jego żona Corazon Aquino została prezydentem Filipin w 1986 roku, zaś syn Benigno, Benigno Aquino III, objął urząd prezydenta w 2010 roku.